# Ay Dede
Ay Dede, var månens gud i den ursprungliga traditionella turkisk-mongoliska religionen, tengriismen.